# Varvarin (vas)
Varvarin (izvirno srbsko Варварин) je vas v Srbiji, ki upravno spada pod Občino Varvarin; slednja pa je del Rasinskega upravnega okraja.

## Demografija
V naselju živi 1469 polnoletnih prebivalcev, pri čemer je njihova povprečna starost 43,0 let (40,8 pri moških in 45,1 pri ženskah). Naselje ima 511 gospodinjstev, pri čemer je povprečno število članov na gospodinjstvo 3,48.
To naselje je skoraj popolnoma srbsko (glede na popis iz leta 2002), a v času zadnjih treh popisov je opazno zmanjšanje števila prebivalcev.
|  |

| Demografija | Demografija     | Demografija     |
| Leto        | Št. prebivalcev | Št. prebivalcev |
| ----------- | --------------- | --------------- |
|             |                 |                 |
|             |                 |                 |
|             |                 |                 |
|             |                 |                 |
| 1948        | 1938            |                 |
| 1953        | 2014            |                 |
| 1961        | 1948            |                 |
| 1971        | 1940            |                 |
| 1981        | 1977            |                 |
| 1991        | 1899            | 1868            |
| 2002        | 1874            | 1779            |
|             |                 |                 |

| Etnična sestava po popisu iz leta 2002 | Etnična sestava po popisu iz leta 2002 | Etnična sestava po popisu iz leta 2002 | Etnična sestava po popisu iz leta 2002 | Etnična sestava po popisu iz leta 2002 |
| -------------------------------------- | -------------------------------------- | -------------------------------------- | -------------------------------------- | -------------------------------------- |
| Srbi                                   | Srbi                                   |                                        | 1.737                                  | 97,63%                                 |
| Romi                                   | Romi                                   |                                        | 15                                     | 0,84%                                  |
| Jugoslovani                            | Jugoslovani                            |                                        | 10                                     | 0,56%                                  |
| Hrvati                                 | Hrvati                                 |                                        | 4                                      | 0,22%                                  |
| Makedonci                              | Makedonci                              |                                        | 4                                      | 0,22%                                  |
| Črnogorci                              | Črnogorci                              |                                        | 2                                      | 0,11%                                  |
| Slovenci                               | Slovenci                               |                                        | 1                                      | 0,05%                                  |
| Slovaki                                | Slovaki                                |                                        | 1                                      | 0,05%                                  |
| Bošnjaki                               | Bošnjaki                               |                                        | 1                                      | 0,05%                                  |
| Neznano                                | Neznano                                |                                        | 3                                      | 0,16%                                  |